# Politique de la concurrence
La politique de la concurrence désigne les politiques publiques mises en œuvre par les pouvoirs publics pour garantir une concurrence économique libre et non faussée entre les entreprises. Souvent sectorielle, la politique de la concurrence passe par l'élimination ou la restriction des comportements qui pourraient nuire à une fixation compétitive des prix (monopole, cartel, etc.) La politique de la concurrence est menée dans l'optique d'un accroissement de la croissance et du bien-être des citoyens, ainsi que d'une allocation optimale des ressources.
La politique de la concurrence moderne date de la fin du XIXe siècle, et commence véritablement aux États-Unis avec le Sherman Antitrust Act (1890) qui permet de briser le monopole de la Standard Oil. Si de telles politiques sont mises en œuvre dès la fin de la Seconde Guerre mondiale, notamment en Allemagne sous l’impulsion notamment des ordolibéraux, elle ne se généralise qu'à partir du traité de Rome de 1957 au niveau de l’Union européenne.

## Concept
La politique de la concurrence renvoie à l'ensemble des décisions de politique économique prises par la puissance publique sur la base du droit de la concurrence. Cette politique tire sa raison d'être du rôle que joue la concurrence dans l'augmentation de la croissance économique et de la productivité globale des facteurs, ainsi que dans la baisse des prix à la consommation.
En tant qu'elle vise le maintien ou la création d'une situation de concurrence de marché, la politique de concurrence permet la mise en compétition d'entreprises dans la fourniture de biens et services, ce qui doit assurer une baisse des prix. Aussi, la concurrence entre les entités économiques les incite à innover et à mieux utiliser leurs facteurs de production. Ainsi, la concurrence doit déboucher sur une meilleure allocation des capitaux dans l'économie.
La politique de la concurrence est toutefois confrontée à une incertitude quant au degré de concurrence optimal à adopter. Si un gain de concurrence permet de faire baisser les prix et d'améliorer la productivité de l'économie, certains économistes remarquent qu'un supplément de concurrence peut devenir défavorable à la croissance à partir d'un certain niveau.

## Outils

### Indices de concentration
La politique de la concurrence évalue le niveau de la concurrence dans un pays ou dans une zone économique sur la base de certains instruments de mesure. Les indices de concentration, tels que l'indice de Herfindahl-Hirschmann, sont particulièrement utilisés car ils permettent d'estimer la part de marché des plus importantes entreprises d'un secteur.

### Interdiction de fusions
Les autorités de concurrence peuvent interdire des fusions et acquisitions qui auraient pour conséquence de donner naissance à une entreprise qui disposerait d'un pouvoir de marché trop élevé, c'est-à-dire qui réduirait significativement la concurrence sur le marché.

### Critères d'admissibilité des aides d’État
Les aides d’État sont des subventions à la production accordée par les puissances publiques. Elles ont la capacité à modifier l'équilibre concurrentiel par le biais d'une favorisation des entreprises aidées. Des zones économiques intégrées, comme l'Union européenne, exigent ainsi qu'au-delà d'un certain montant, les aides d'Etat soient notifiées à une autorité centrale (en l’occurrence, la Commission européenne), chargée de les valider.

## Fondements

### Quel «efficiency-mix» pour les politiques de la concurrence?
Pour Brodley, il est possible de distinguer trois sortes d’efficience :
- Une efficience productive
- Une efficience dynamique ou d’innovation qui vise à la création de nouveaux produits et de nouvelles technologies
- Une efficience allocative

La combinaison de ces diverses efficiences peut conduire pour Michel Glais à trois types de politique de la concurrence :
- L’une va « privilégier la maximisation de la richesse sociale sans s’inquiéter de sa répartition entre producteurs et consommateurs ». C’est plutôt l’optique de l’école de Chicago.
- L’autre va privilégier la lutte contre le pouvoir du marché et favoriser l’efficience allocative. C’est plutôt l’optique de l’école structuraliste de Harvard.
- Enfin, il est aussi possible de « reconnaître la nécessité de protéger, en longue période, l’intérêt des consommateurs » mais d’«accepter que, dans certains cas, l’accroissement du bien-être de la société dans son ensemble l’emporte sur l’intérêt à court terme des acheteurs finals ». Ce serait plutôt[4] la voie prise par les autorités de la concurrence de nos jours[5].

### L’école de Harvard
En réalité, il a existé deux écoles à Harvard qui se sont intéressées à la politique de la concurrence : la Harvard School of Law au début du vingtième siècle et la Harvard School of Government autour d’Edward Mason à partir de la fin des années trente. Dans les deux cas, c’est un peu sommaire de les appeler de Harvard car d’autres universités ont également travaillé sur ce sujet.
Concernant la Harvard School of Law, des juristes comme Oliver Wendell Holmes, Louis Brandeis et Roscoe Pound qui en fut le doyen de 1915 à 1936, ont compris qu’au-delà du domaine économique, le laissez-faire constituait d’abord un défi à leur conception des lois et qu’il conduisait la Cour suprême des États-Unis à renier la tradition des lois de Lord Coke pour deux raisons :
- Les juges de la Cour suprême, à la fin du XIXe siècle, sous l’influence du laissez-faire à la Herbert Spencer, pensaient que leur mission était d’abord de protéger les droits naturels des hommes contre l’État et la société laissant de facto l’homme concret désarmé face aux grandes entreprises qu’elle assimilait à des personnes humaines de façon à leur appliquer la clause dite du due process[7]. Ce faisant elle empêchait l’adoption de toute mesure sociale venant contrebalancer leur pouvoir et était donc un obstacle au principe des « check and balance ».
- D’autre part, le laissez-faire pris dans un sens extrême à la Herbert Spencer suppose de s’en remettre à une force supérieure censée nous conduire vers le meilleur des mondes possibles. Or dans la tradition de la loi de ces juristes les lois ne sont ni des forces aveugles qui s’imposent aux hommes, ni l’incarnation d’une raison naturelle toute puissante, elles sont trouvées à travers l’expérience et la raison entendue comme incluant un effort sur soi, un certain détachement des passions[7].

L’école structuraliste dite de Harvard, est venue d’une certaine façon dans un second temps donner aux juristes la théorie économique sur laquelle ils peuvent s’appuyer quand ils ont à trancher des cas concrets. Elle a été marquée par la personnalité et les travaux d’Edward Mason et ceux de Joe Bain. La thèse structuraliste est bien illustrée par le modèle SCP d’Edward Mason où la structure du marché (S) influence le comportement des firmes (C) et les performances des firmes (P). Les structuralistes ont une vision de la concurrence proche des néo-classiques et comme eux, ils voient la concentration des firmes comme quelque chose dont il convient de se méfier car pour eux cela conduit les firmes à accroître leurs profits au détriment du consommateur. Par ailleurs, ils mettent l’accent sur l’inefficience de la primauté des décisions managériales sur l’intérêt des actionnaires, ils développent la théorie de l’inefficience-X et se méfient des diversifications conglomérales. Enfin, ils ne croient pas que le libre jeu du marché permette de remettre en question les positions dominantes. Pour la théorie des marchés contestables développée par William Baumol John Panzar et R. Willig, il n’est pas nécessaire d’avoir un grand nombre d’acteurs, la menace d’entrée de nouvelles firmes suffit. Pour John Panzar, cette théorie s’inscrit dans la continuité des travaux d’Henry Demsetz et donc peut être perçue comme relevant de l’école de Chicago

### L’école de Chicago
L’approche structuraliste d’Harvard va être contestée par l’école de Chicago dont les principaux auteurs sont Bork, Richard Posner, George Stigler et Henry Demsetz. Trois idées sont avancées :
- Le monopole peut être une structure de marché naturelle en présence de fortes économies d’échelles.
- La concentration industrielle n’est que le résultat d’un processus de sélection. La rente dont dispose les vainqueurs n’est qu’une juste récompense qui doit disparaître rapidement sous l’effet de la concurrence. Ils ne croient pas au paradoxe de la concurrence selon lequel une concurrence laissée sans règle s’autodétruirait[12].
- Le pouvoir de marché est propice à l’innovation à la Joseph Schumpeter.

Pour Michel Glais, « aux yeux de ces économistes le principe de concurrence représente la loi naturelle et efficace du fonctionnement des sociétés organisées ».

## Mise en oeuvre de la politique de concurrence

### Politique de la concurrence aux États-Unis

#### Organisation et textes fondateurs
Les États-Unis ont été pionniers en matière de concurrence avec l’adoption dès juillet 1890 du Sherman Act suivi en 1914 du Clayton Act et du Federal Trade Commission Act. Suivront le Robinson-Patman Act de 1936 sur la discrimination par les prix, et au niveau du contrôle des concentrations, le Celler-Kefauver Act (1950) et le Hart Scott-Rodino Act de 1976. Aux États-Unis, deux autorités sont principalement chargées de la concurrence : la Federal Trade Commission et la division Antitrust du Department of Justice (DOJ). Cette dernière à la différence de ce qui se passe en Europe peut engager des poursuites pénales. D’une manière générale, les autorités judiciaires, sont très présentes tout au long de la procédure. Par ailleurs, « les victimes de comportement anticoncurrentiels peuvent engager un class action et la règle du « triple dommage » (treble damages) permet au plaignant de recevoir jusqu’à trois fois le montant du préjudice qu’il a subi ».

#### Les grandes phases
David Encoua et Roger Guesnerie distinguent plusieurs phases :
- La mise en place des premières lois fédérales. La Cour Suprême tentant d’en limiter la portée car elle était convaincue du bien-fondé du « laissez faire ».
- Une certaine mise en sommeil (1915-1936). Notamment avec le National Industrial Recovery Act (NIRA) des débuts du New Deal.
- Une période activiste liée à l’influence de l’école structuraliste de Harvard (1936-1972). À partir de 1936, Franklin Delano Roosevelt va mettre en œuvre une politique de la concurrence très active qui sera poursuivie jusqu’en 1972[16].
- Une période marquée par l’influence de l’École de Chicago (1973-1992) avec une très grande focalisation sur l’efficacité économique.
- La synthèse post Chicago et l’apport de la théorie des jeux.

À la suite d'un rapport du MIT intitulé Made in America: Regaining the Production Edge (1989) écrit notamment par Dertouzos, Lester et Robert Solow, le National Cooperative Research and Production Act (NRCPA) de 1993 qui lui-même faisait suite au National Cooperative Research Act (NCRA) de 1984, a posé le principe que les accords de coopération en recherche et développement devaient être évalués en appliquant la règle de raison. Enfin, en 1997 les lignes directrices sur le traitement des opérations de concentration ont été assouplies de même que celles portant sur la propriété intellectuelle.

### Politiques de la concurrence dans l’Union européenne
L’Europe se dote avec le traité de Rome d’une politique de la concurrence dont le but est de « déterminer des règles de concurrence permettant d’aboutir à un marché intégré, indépendamment des règles en vigueur dans chaque État membre, en veillant à ce que le droit communautaire couvre les droits nationaux des États membres. Le texte de ce traité doit beaucoup à Pierre Uri et à Hans von der Groeben qui fut le premier commissaire allemand chargé de la concurrence. Pour Jacques Rueff le marché institutionnel des communautés européennes devait « rassembler les partis que préoccupent, avant tout la liberté de la personne et ceux qui, tout en refusant la contrainte des volontés individuelles, veulent, dans la répartition, moins d’inégalité et plus de justice. Sur le plan théorique donc la législation européenne de la concurrence est fortement marquée par l'approche structuraliste.

#### Organisation
En Europe, c’est la Direction générale de la concurrence (DG Competition) dirigée le commissaire européen compétent qui est chargée d’instruire les dossiers. Les décisions de la commission européenne sont susceptibles de recours devant le Tribunal ou devant la Cour de justice de l'Union européenne. La censure de plusieurs décisions de la commission européenne par le tribunal de première instance en 2002 (affaires Airtour - 6 juin 2002 -, Schneider Legrand - 22 octobre 2002 -, et Tetra-Laval - 25 octobre 2002) a fait l'objet d'une double analyse :
- Pour Marie-Anne Frison-Roche[23] elle traduit la volonté de la juridiction européenne de ne pas s'en tenir à un contrôle procédural mais à affirmer « son pouvoir de mener une analyse substantielle des concentrations, laquelle se substitue aux analyses de la Commission ».
- Laurent Cohen-Tanugi[24] fait un constat assez proche mais souligne également que la décision du tribunal devrait amener la Commission à plus prendre en compte les théories économiques de l'école de Chicago.

Les décisions européennes s’appliquent à des entreprises dont le siège social n’est pas forcément en Europe. C’est ainsi que le juge communautaire le 17 septembre 2007 a validé la décision de la Commission condamnant Microsoft pour infraction aux règles de la concurrence. Certains voient dans ce jugement un manque de prise en compte de l'innovation et d'une certaine façon, pour eux une trop grande prise en compte des thèses structuralistes.

#### Les grands axes de la politique européenne de la concurrence[27]

##### Les ententes et les cartels
Tout partage de marché, toute fixation de quota de production, toute entente sur les prix entre entreprises sont interdits en vertu de l’article 81 du Traité de Rome. Sont donc interdites les ententes horizontales intervenant entre opérateurs situés au même stade du processus économique (cartel) ainsi que les ententes verticales conclues entre opérateurs situés à des stades différents du processus économique.
En réalité certains accords verticaux vont être évalués à la lumière d’une « règle de raison », c’est-à-dire que l’on va étudier si les avantages économiques seront supérieurs ou non aux inconvénients.

##### Les abus de position dominante
L’article 82 du Traité de Rome n’interdit pas les positions dominantes, il n’en interdit que l’abus. Sont considérés comme abusifs :
- des prix abusifs
- les accords de vente exclusif
- Les primes de fidélité visant à détourner les fournisseurs de leurs concurrents.

La notion d'abus de position dominante doit beaucoup à l'école structuraliste de Harvard. Si certains veulent une évolution vers les thèses de l'école de Chicago d'autres s'en inquiètent et souhaitent à ce que la position dominante continue à se juger par rapport au nombre de concurrents. Ils tiennent l'évolution présente comme un encouragement à ce qu'ils appellent les « investisseurs prédateurs ». En 2006, la CCIP (Chambre de commerce et d'industrie de Paris) a publié une étude sur les évolutions souhaitables pour elle de l'article 82.

##### Les aides d'État
Les aides d’État sont contraires aux articles 87 et 88 du traité de Rome. Toutes les aides susceptibles d'affecter ou de menacer d'affecter les échanges entre les États membres sont concernées (les subventions, les bonifications d’intérêt et les exonérations d’impôt…) si elles dépassent 200 000 euros. Le contrôle des aides est en application de l’article 88 de la compétence exclusive de la Commission. Celle-ci peut soit obliger l’État à ordonner la restitution de l’aide soit subordonner l’aide à des engagements précis. Toutefois, des dérogations sont permises dans trois cas précis :
- favoriser le développement économique de régions dans lesquelles le niveau de vie est anormalement bas
- promouvoir la réalisation d'un projet important d'intérêt européen commun ou remédier à une perturbation grave de l'économie d'un État membre
- promouvoir la culture et l'intérêt général.

On parle bien d'« aides d'État » et non d'« aide de l'État ».

##### Les services d’intérêts économiques généraux
L’article 86 du traité de Rome assujettit les entreprises publiques gérant les services d'intérêts économiques généraux aux règles de la concurrence. Toutefois ce texte n'a longtemps eu qu'une portée symbolique. La situation va changer quand les États-Unis vont déréglementer le transport aérien sous la présidence de Jimmy Carter et vont démanteler en 1984 ATT qui détenait le monopole des télécommunications aux États-Unis. Peu à peu, l'Europe verra l'intérêt de telles politiques et à son tour commencera à introduire de la concurrence en faisant appliquer les textes dans les secteurs du transport aérien et des infrastructures essentielles : chemin de fer, lignes téléphoniques et électriques notamment.

##### Les concentrations[32]
Le contrôle des concentrations a été tardivement généralisé dans le droit de la CEE, puisqu’il a fallu attendre pour cela l’adoption en 1989 du règlement no 4064/89 remplacé depuis en 2004 par le règlement no 139/2004. Le contrôle des concentrations occupe maintenant une place importante car les rapprochements d'entreprises ont le plus souvent un caractère communautaire. D'une manière générale, si les interdictions pures et simples sont rares, il est fréquemment demandé aux entreprises de se soumettre à un certain nombre de conditions afin de garantir le maintien d'une concurrence loyale. Par exemple lors de la fusion Air France KLM en février 2004, les entreprises ont dû céder des créneaux aériens afin de ne pas réduire la concurrence sur certaines destinations.

## La complémentarité de la politique de la concurrence avec les autres politiques économiques

### Politiques industrielles et commerciales
En Europe, la politique de la concurrence vise également à favoriser l'intégration des économies européennes par la lutte contre le cloisonnement des marchés nationaux et le renforcement d'un marché intérieur sans frontières. La protection de l'intégrité du marché exige une lutte contre les pays qui pratiquent le dumping de leurs produits. Un produit est considéré comme faisant l'objet d'un dumping lorsque son prix à l'exportation vers l'Union européenne est inférieur au prix comparable, pratiqué au cours d'opérations commerciales normales, pour le produit similaire dans le pays exportateur.
La compétitivité extérieure a été privilégiée sous les administrations Bush - Reagan (Webb-Pomerene Act) de manière à exempter les ententes d'entreprises américaines à l'export.
En Europe, elle a permis le façonnage de quelques champions nationaux (Airbus, Ariane, mais n'a pu empêcher les OPA hostiles d'Alcan sur Péchiney en 2003, de Mittal sur Arcelor en 2006 et de General Electric sur la branche énergie d'Alstom entre 2015 et 2018.

### Politiques de la protection de l'environnement et le développement des territoires
- la promotion des PME : la Commission européenne considère que les PME sont plus profitables pour l'économie (innovation, emploi) mais les preuves font défaut. D’un point de vue téléologique, l'utilisation d’une politique de concurrence pour privilégier les PME n'est optimale que si la vocation d’une politique de la concurrence est l'allocation des ressources et non un soutien au développement.

### Politique sociale
La politique de concurrence peut parfois être assouplie en fonction des contraintes sociales mais le remède est parfois pire que le mal. La tolérance des cartels de crise peut ainsi permettre le maintien d'entreprises inefficace au détriment de certaines qui auraient de toute façon survécu. Mais il convient de préciser que le marché ne force pas toujours les entreprises les moins efficaces vers la sortie avant les plus efficaces (des questions financières).

## Les critiques adressées aux politiques de la concurrence

### La critique de certains libéraux
Pour eux les mécanismes censés garantir la concurrence :
- seraient inefficaces car rarement respectés ;
- en partie incompatibles avec les fondements de la théorie libérale :
  - la propriété privée : briser les cartels nécessiterait de modifier les droits de propriété d'une partie de l'entreprise qui se trouverait scindée,
  - la libre entreprise : le patron serait soumis à des règles ayant précisément pour but d'éviter que son entreprise devienne trop puissante.

Plus profondément, certains libéraux, comme Pascal Salin, mettent en évidence que les politiques de concurrence sont fondées sur la théorie de la concurrence pure et parfaite, qui est elle-même incapable de rendre compte des mécanismes réels de l'économie. Ainsi, les politiques de la concurrence chercheraient non pas à faire profiter l'ensemble des acteurs économiques d'une réelle concurrence, mais à forcer l'économie à se plier à un cadre irréaliste. Dans cette vision critique, la seule notion de concurrence qui rende compte des mécanismes réels de l'économie serait celle de la libre entrée sur les marchés : il s'agit d'une vision dynamique. À l'inverse, la théorie de la concurrence pure et parfaite n'appelle concurrence que la situation dans laquelle les producteurs (comme les acheteurs) sont suffisamment nombreux et donc petits par rapport à la taille du marché pour n'avoir aucun pouvoir d'influencer les prix. C'est la théorie atomistique, qui est une vision statique. Les réglementations qui en découlent vont ainsi se préoccuper de définir un marché pertinent, pour en mesurer la taille, et déterminer la part de marché du producteur, qui si elle est trop importante sera considérée comme une position dominante. Certains des comportements de ce producteur seront alors qualifiés d'abusifs et sanctionnés comme tels.

### La critique antilibérale
- Les coûts liés à la production : dans un système concurrentiel, chaque entreprise peut choisir de développer ses propres infrastructures (bâtiments, centres de recherche, usines, parfois réseaux…). Dans de nombreux cas, les gaspillages peuvent être considérables. The Economist émettait ainsi l'hypothèse que « la cause ultime de la crise dans le secteur des télécommunications [en 2002] est que trop de concurrents ont décidé de construire d'énormes réseaux pour lesquels la demande était faible »[36].
- Les coûts du maintien de la situation de concurrence : les études empiriques consacrées aux tentatives de faire fonctionner un « marché parfait », conforme à la théorie économique standard, témoignent de l'hypercentralisation des décisions qu'un tel mode de fonctionnement implique[37].